# Pakucha
Pakucha es una película documental peruana de 2021 escrita y dirigida por Tito Catacora, en su ópera prima, producida y fotografiada por su sobrino Óscar Catacora. Sigue a una familia aymara que se reúne para celebrar el ritual del "uywa ch'uwa", costumbre ancestral donde evocan un acto ritual al espíritu de la alpaca, Pakucha.

## Sinopsis
En una comunidad aymara en los andes peruanos, una familia de ganaderos de alpacas se reúne para celebrar el ritual del "uywa ch'uwa", una costumbre ancestral que consiste en invocar actos rituales al "Pakucha" (espíritu de la alpaca). Durante la celebración, toda la familia se guía por la cosmovisión de la cultura andina y se adentra en un universo lleno de misticismo, donde el fin es el génesis de una nueva vida.

## Reparto
- Tomás Medina
- Concepción López

## Estreno
Pakucha tuvo su estreno mundial el 22 de octubre de 2021 en 5ta edición del IDF West Lake International Documentary Festival, luego se proyectó el 30 de abril de 2022 en el 29º Festival Internacional de Cine Documental de Canadá Hot Docs, el 7 de agosto de 2022 en el Festival de Cine de Lima, el 11 de octubre de 2022 en el 9no Festival de Cine de Trujillo, el 21 de octubre de 2022 en el Festival ImagineNATIVE Film + Media Arts y a finales de septiembre de 2024 en el 33º Festival de Cine Latinoamericano de Biarritz.

## Premios y reconocimientos
| Año  | Premio / Festival                  | Categoría                                                            | Destinatario  | Resultado | Ref.          |
| ---- | ---------------------------------- | -------------------------------------------------------------------- | ------------- | --------- | ------------- |
| 2022 | Festival de Cine de Lima           | Mejor documental                                                     | Pakucha       | Ganador   | [ 13 ]        |
| 2022 | Festival de Cine de Lima           | Premio del jurado a la Mejor Película Peruana (Ministerio de Cultura | Pakucha       | Ganador   | [ 13 ]        |
| 2022 | Festival de Cine de Trujillo       | Mejor largometraje documental                                        | Pakucha       | Nominado  | [ 14 ]        |
| 2022 | Festival de Cine de Trujillo       | Mejor largometraje documental - Mención Especial del Jurado          | Pakucha       | Ganador   | [ 14 ]        |
| 2022 | Festival de Cine de Huánuco        | Mejor largometraje documental                                        | Pakucha       | Ganador   | [ 15 ]        |
| 2023 | Islantilla Cinefórum Film Festival | Mejor película                                                       | Pakucha       | Nominado  | [ 16 ] [ 17 ] |
| 2023 | Islantilla Cinefórum Film Festival | Mejor director                                                       | Tito Catacora | Nominado  | [ 16 ] [ 17 ] |